# Anthony Maitland
Anthony Maitland (10 juin 1785 - 22 mars 1863) est un officier de marine britannique qui sert pendant la guerre de la Révolution française, les guerres napoléoniennes et la guerre de 1812. Il participe également au bombardement d'Alger. Il est député de Haddington Burghs entre 1813 et 1818 et du Berwickshire entre 1826 et 1832. De 1830 jusqu'à ce qu'il soit promu contre-amiral en 1841, il est aide de camp naval du roi Guillaume IV, puis de la reine Victoria.

## Jeunesse
Anthony Maitland est né le 10 juin 1785, deuxième fils de James Maitland (8e comte de Lauderdale) et d'Eleanor, la fille unique d'Anthony Todd .

## Carrière navale

### Début de carrière
Maitland rejoint la Royal Navy le 2 octobre 1795 en tant que secrétaire d'un amiral sur le navire de ligne HMS Victory, le Navire amiral de l'amiral Sir John Jervis dans la flotte méditerranéenne . Il est promu aspirant de marine en octobre 1798 où il suit l'amiral Jervis à bord du navire de ligne HMS Ville de Paris. En janvier 1801, Maitland est transféré sur la frégate HMS Triton sous le commandement du capitaine John Gore dans la Manche, qu'il suit ensuite sur la frégate HMS Medusa en avril . Alors qu'il sert à Medusa, Maitland se distingue dans une action contre la flottille de Boulogne le 15 août . Les bateaux de Medusa et le reste de l'escadre sous le commandement du vice-amiral Lord Nelson tentent sous le couvert de l'obscurité d'attaquer la flottille, mais les Français se préparent à l'attaque et la repoussent. Les marins de Medusa tentent de monter à bord d'un brick mais sont arrêtés par des filets gréés autour du navire ; ils subissent cinquante-cinq pertes, et Maitland est grièvement blessé.
En décembre 1803, Maitland quitte Medusa pour rejoindre Lord St. Vincent en tant que surnuméraire sur Victory, qui fait toujours partie de la flotte méditerranéenne . En août 1804, toujours au service du Victory, Maitland est promu lieutenant par intérim du brick-sloop HMS Childers et est confirmé comme lieutenant le 2 février 1805 et transféré sur le navire de ligne HMS Blenheim, navire amiral du contre-amiral Sir Thomas Troubridge aux Indes orientales . Le 6 août, Blenheim participe à une action indécise contre le navire de ligne français Marengo et la frégate Belle Poule . Maitland est promu commandant le 6 mai 1806 et prend le commandement du navire de ligne HMS Arrogant, « un vieux 74 usé », servant de navire de garde à Bombay ,.

### Post-capitaine

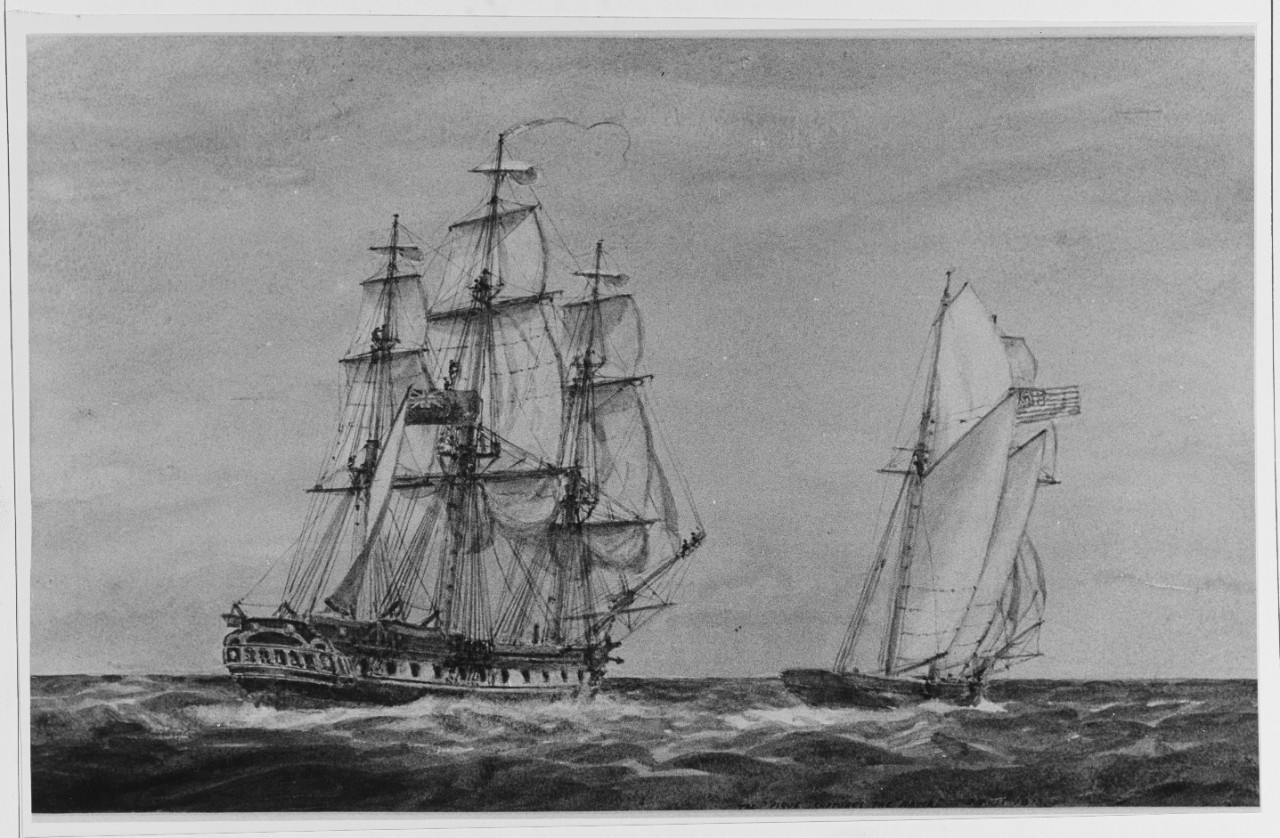
Pique prend le corsaire américain Hawk

Maitland est promu au poste de capitaine le 25 septembre de la même année, mais il n'obtient son commandement suivant que le 1er août 1811 lorsqu'il est nommé sur la frégate HMS Pique à Woolwich ,. Son commandement de Pique entraîne de nombreux voyages, notamment sur les stations Downs, Lisbonne, Amérique du Sud et Jamaïque . Maitland et Pique s'embarquent pour les îles Leeward le 7 juin 1812 pour participer à la guerre de 1812 . En août 1813, Maitland amène Pique au large de la côte est de l'Amérique ; il pourchasse et capture avec succès le corsaire américain de 5 canons Hawk qui se rend sans combattre ,. Les 13 et 19 janvier 1814, Pique prend respectivement les navires suédois Bernat et Margaret et les envoie en Guadeloupe . Maitland et Pique s'embarquent pour Portsmouth à la fin de 1814, mais retournent aux Antilles au printemps 1815 .
Le 19 février 1816, Maitland reçoit le commandement de la grande frégate HMS Glasgow, dans laquelle il rejoint la flotte du contre-amiral Edward Pellew le 20 juillet au large de Portsmouth, pour servir contre Alger ,. Le 27 août, la flotte entame le bombardement d'Alger, avec Glasgow entre la frégate HMS Severn et la frégate hollandaise Melampus tirant sur les batteries d'artillerie de la ville ,. Lorsque le navire de ligne HMS Impregnable signale à la flotte qu'il a subi cent cinquante pertes, Maitland se porte volontaire pour détourner le feu ennemi de lui. Alors que Glasgow quitte sa position dans la ligne et tente de fermer avec Impregnable, les vents rendent le mouvement très difficile et après une heure Glasgow n'a pas réussi à s'éloigner de Severn, et reste exposé au feu ennemi . Glasgow est lourdement endommagé pendant l'engagement, ayant dix hommes tués et trente-sept autres blessés . Maitland est fait Compagnon de l'Ordre du Bain le 19 septembre pour son service lors du bombardement . Il sort du service le Glasgow en novembre de la même année afin qu'elle soit réparée de ses avaries à Alger, et la remet en service le 21 août 1817 en mer Méditerranée, où il sert jusqu'en mars 1821 et passe en demi-solde ,,. Le 26 février 1820, il est fait chevalier commandeur de l'ordre de Saint-Michel et Saint-Georges . En août 1830, il est nommé aide de camp naval du roi Guillaume IV et conserve ce poste sous la reine Victoria jusqu'à sa promotion au grade d'amiral .

### Amiral
Maitland est promu contre-amiral des Bleus le 23 novembre 1841 par ancienneté . Il devient vice-amiral le 11 juin 1851 et est promu amiral le 18 juin 1857. Il est fait Chevalier Grand-Croix de l'Ordre du Bain le 10 novembre 1862 . Il meurt avec le grade d'amiral du rouge, n'ayant jamais servi en mer comme amiral.

## Carrière politique
Maitland est député de Haddington Burghs entre 1813 et 1818, et du Berwickshire entre 1826 et 1832 ; il devient ensuite sous-lieutenant du Berwickshire ,. Ces sièges sont des sièges familiaux, et au parlement Maitland vote selon la lignée familiale avec l'opposition . Pour ses services, Maitland est nommé chevalier commandeur de l'ordre du bain le 6 avril 1832 ,. Il devient comte de Lauderdale le 22 août 1860 à la mort de son frère aîné James et siège à la Chambre des lords en tant que pair anglais et non comme pair représentant écossais en raison du titre subsidiaire baron Lauderdale qui a été accordé à son père en 1806 ,. À sa mort, les titres écossais de Maitland passent à son cousin Thomas Maitland (11e comte de Lauderdale) (en) tandis que ses titres anglais se sont éteints .
Maitland est décédé le 22 mars 1863 .

## Famille
Il est le neveu du lieutenant-général Thomas Maitland, qui est lieutenant-gouverneur de Portsmouth puis gouverneur de Malte . Le frère cadet de Maitland, le colonel John Maitland, meurt en 1839, et une grande partie du reste de sa famille sert également dans la marine, comme son cousin et successeur comme comte, l'amiral Sir Thomas Maitland . Maitland ne s'est jamais marié .